# 螢幕車站
螢幕車站（日语：／ Sukuriin eki */?）是一由近江鐵道所經營的鐵路車站，位於日本滋賀縣彥根市高宮町境內，是多賀線沿線的車站。
螢幕車站設置於日本半導體、液晶螢幕製造設備生產商大日本螢幕製造（大日本スクリーン製造）所屬彥根地區事業所的範圍之內，是該公司為了便利廠內員工通勤的便利性，出資約1億日圓協助請求近江鐵道設置的新站，因而得名。車站雖在公司的所有地內，但設有連外道路，並未限員工使用，一般乘客也可利用此站乘車。
在日本類似車站設置於私人企業範圍之內的範例，尚有近江鐵道京瓷前站（京セラ前駅）、富士達前站（フジテック前駅），以及JR東日本位於神奈川縣橫濱市的海芝浦車站。

## 相鄰車站
近江鐵道
多賀線
高宮－螢幕－多賀大社前